# Паран, Жорж
Жорж Паран (фр. Georges Parent; 15 декабря 1879, Квебек, Канада — 14 декабря 1942) — канадский менеджер и государственный деятель, председатель Сената Канады (1940—1942).

## Биография
Родился в семье Симона-Наполеона Парана, который занимал пост премьер-министр Квебека (1900—1905) и мэра города Квебек (1894—1905).
Окончил юридический факультет Университета Лаваля и в 1904 г. был принят в коллегию адвокатов Квебека, работал в юридической фирме Fitzpatrick, Parent, Taschereau, Roy and Cannon в Квебеке.
В 1904 г., в возрасте 25 лет, он был избран в Палату общин Канады от Либеральной партии, был переизбран в 1908 г., но потерпел поражение в 1911 г.
Вернулся к юридической практике, став через определённое время президентом компаний Citadel Brick Ltd., Equitable Enterprises and of Wolfesfield Ltd. и вице-президентом Donnacona Paper Company, являлся главой ряда других фирм, включая пост издателя газеты Le Soleil.
Вернувшись в состав Палаты общин по результатам всеобщих выборов 1917 г., бессменно оставался депутатом до 1930 г. В 1930 г. премьер-министром Уильямом Макензи был назначен в канадский Сенат, членом которого был до конца жизни.
В 1940 г. был избран спикером Сената Канады, скоропостижно скончался в декабре 1942 г.